# سهره کوهی

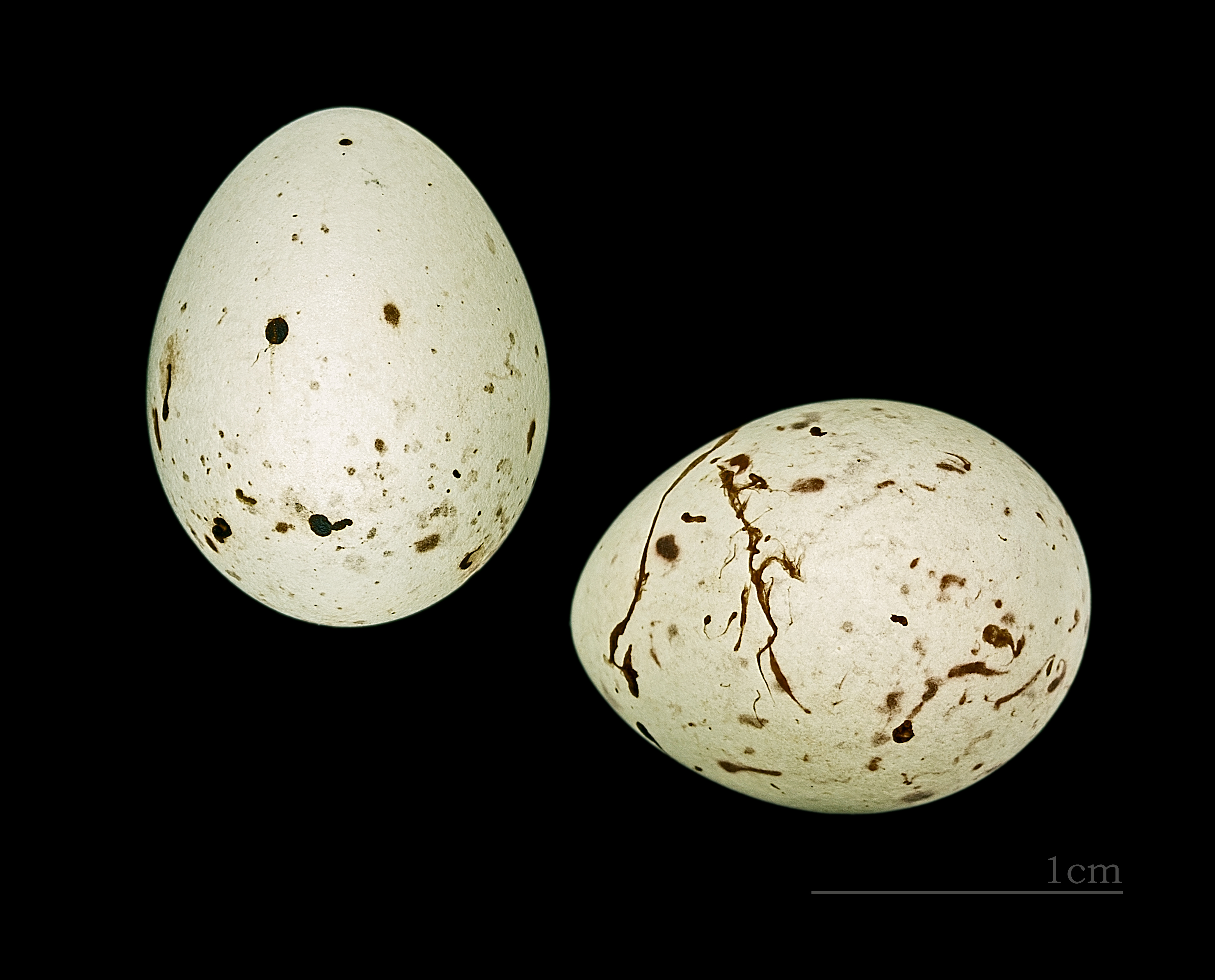
Carduelis flavirostris

سهره کوهی، نام علمی آن (Carduelis flavirostris) است. در زبان انگلیسی به آنTwite می‌گویند. در ترکیه، ارمنستان، جمهوری آذربایجان و شمال ایران دیده می‌شود و ۱۳ سانتی‌متر طول دارد وشبیه سهره سینه سرخ است اما نوار ابرویی زرد قهوه‌ای یکدستی دارد. گونه‌ها وگوشپرها قهوه‌ای نخودی وگلو نخودی اخرایی بدون خط خط است. در پرنده بالغ دمگاه صورتی است. نژادی که در خاورمیانه دیده می‌شود (brevirostris)، از نژاد اروپایی به واسطه لکه‌های تیره دو طرف سینه، شکم سفیدتر وروتنه قهوه‌ای‌تر متمایز می‌شود. هم چنین دمگاه صورتی رنگش فاقد رگه رگه (تنها در نر) است. زیرگونه brevirostris در شاهپرها ودُمش سفیدی بیشتری دیده می‌شود. منقار، در تابستان، خاکستری و در زمستان، زرد است. پروازش موجی شکل ونا منظم است. این پرنده در شیب‌های کوهستان‌ها وزمستان‌ها در دشت ودامنه کوه‌ها به سر برده وروی زمین و در زیر پوشش گیاهی یا روی صخره‌ها آشیانه می‌سازد. در ایران، بومی و در شمال نسبتاً فراوان است وزمستان‌ها در قسمت‌های شرقی دیده می‌شود.